# هندوستان آیروناتیکس
هندوستان آیروناتیکس (به هندی: हिंदुस्तान एरोनॉटिक्स लिमिटेड) شرکت هوافضا و دفاعی دولتی هندی که دفتر مرکزی آن در بنگالورو، در ایالت کارناتاکا قرار دارد. این شرکت به وسیلهٔ وزارت دفاع هند اداره می‌شود. این شرکت دولتی عمدتاً در زمینهٔ صنایع هوافضا فعالیت دارد که شامل ساخت و مونتاژ هواگرد، تجهیزات ناوبری و ارتباطات و عملیات فرودگاهی است.
هندوستان آیروناتیکس نخستین سازندهٔ هواگرد نظامی در جنوب آسیا بود. این شرکت هم‌اکنون به کار طراحی، ساخت، مونتاژ هواگرد، موتور جت، هلیکوپتر و قطعات یدکی آن می‌پردازد. این شرکت تأسیسات بسیاری در سرتاسر هندوستان دارد. فرودگاه‌هایی که به وسیلهٔ این شرکت مدیریت می‌شوند عبارتند از فرودگاه اوزار، کروا، کان‌پور، کراپوت، لکهنو، بنگالورو و حیدرآباد. مهندس آلمانی کورت تانک شکاری بمب افکن هال اچ‌اف-۲۴ ماروت را طراحی کرد که نخستین هواگرد جنگی ساخته شده در هندوستان بود.
هندوستان آیروناتیکس پیشینه‌ای طولانی در زمینهٔ مشارکت با نهادهای هوافضای داخلی و بین‌المللی بسیاری دارد که این نهادها عبارتند از ایرباس، بوئینگ، لاکهید مارتین، سوخو، البیت سیستمز، صنایع هواگردسازی اسرائیل، میگ، بی‌ای‌ئی سیستمز، رولز-رویس هولدینگز، داسو اویاسیون، ام‌بی‌دی‌ای، ئی ای دی اس، توپولف، ایلیوشین، کارخانجات هواپیماسازی دورنیر، آیروناتیکال دولاپمنت ایجنسی و سازمان تحقیقات فضایی هند.